# توبياس ناث
توبياس ناث (بالألمانية: Tobias Nath)‏ هو ممثل ألماني، ولد في 24 مايو 1979 في ألمانيا.

## أعمال

### أفلام
- (1985) نظرة إلى قتل[3][4][5]

## وصلات خارجية
- توبياس ناث على موقع IMDb (الإنجليزية)
- توبياس ناث على موقع ألو سيني (الفرنسية)
- توبياس ناث على موقع ميوزك برينز (الإنجليزية)
- توبياس ناث على موقع أول موفي (الإنجليزية)
- توبياس ناث على موقع ديسكوغز (الإنجليزية)
- توبياس ناث على موقع قاعدة بيانات الفيلم (الإنجليزية)
- توبياس ناث على موقع كينوبويسك (الروسية)